# Koszary w Pińczowie

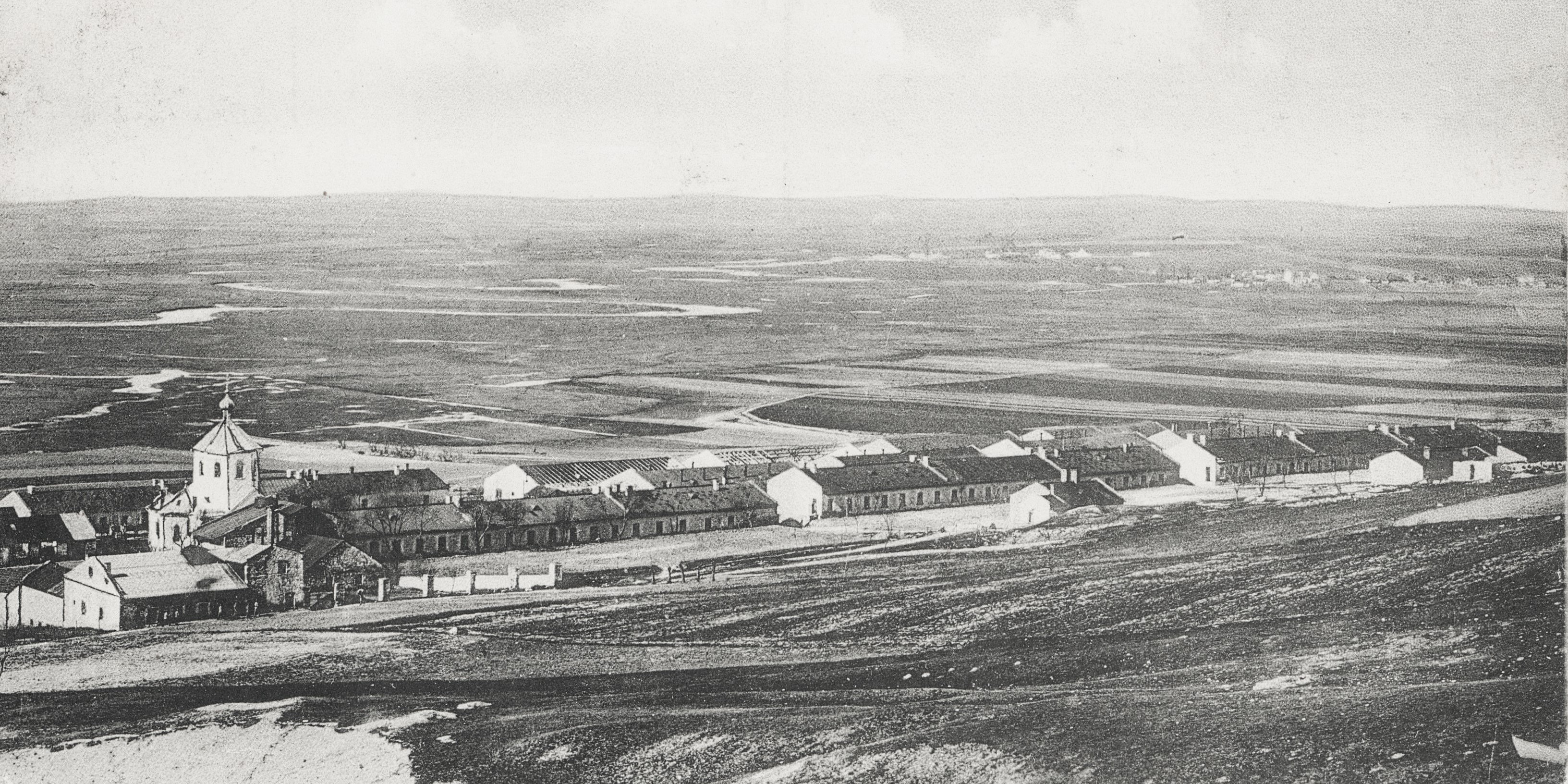
Pińczów – widok na koszary; 1917

Koszary w Pińczowie – kompleks koszarowy znajdujący się na terenie garnizonu Pińczów. 

## Charakterystyka
Pińczowskie koszary kawaleryjskie, przy ul. 3 Maja – Wójcika – 11 Listopada, pobudowane były przez Rosjan i zajmowane do 1910 przez 14 Jamburgski pułk ułanów. Działania zbrojne prowadzone w okresie I wojny światowej w tym regionie doprowadziły do dewastacji koszar.

Po odzyskaniu niepodległości, koszary przejęło Wojsko Polskie. 22 sierpnia 1921 rozpoczęto w nich formowanie 10 pułku strzelców konnych. Powstało tam dowództwo, kadra szwadronu zapasowego i szkoła podoficerska. Pododdziały te opuściły Pińczów już 15 października 1921. Od 27 sierpnia 1921 w pińczowskich koszarach kwaterowały pododdziały 24 pułku ułanów, w tym jego 3 szwadron. Jednak ze względu na katastrofalny stan budynków koszarowych, 4 grudnia 1921 szwadrony 24 puł. opuściły Pińczów. Wiosną 1922 koszary zajęte zostały przez pododdziały 2 pułku piechoty Legionów.
Po kolejnych zmianach dyslokacji 2 pp Leg, koszary w Pińczowie zostały przekazane Ministerstwu Sprawiedliwości, które w 1936 ulokowało tam więzienie. Zgodnie z Planem Mobilizacyjnym „W", Wojsko Polskie miało je zająć ponownie i urządzić w nich obóz jeniecki. 
Po II wojnie światowej koszary w Pińczowie przejęło Wojsko Polskie. Stacjonował w nich między innymi 64 batalion saperów.
Obecnie (2019) w byłych koszarach w części budynków funkcjonuje zakład karny, a część pełni funkcje handlowe, usługowe i magazynowe.